# Stara Synagoga w Kleszczelach
Uzasadnienie:  Mnożenie zbędnych bytów. Z artykułu wynika, że jest to po prostu wcześniejsza forma tego co mamy opisane w innym artykule.
Stara Synagoga w Kleszczelach – nieistniejąca, drewniana synagoga znajdująca się w Kleszczelach tuż obok rynku.
Synagoga została zbudowana na początku XIX wieku. W 1881 roku podczas pożaru miasta synagoga doszczętnie spłonęła. W tym samym roku na jej miejscu wzniesiono nową, również drewnianą synagogę.